# Mythimna pallens
Mythimna pallens là một loài bướm đêm trong họ Noctuidae.

## Hình ảnh

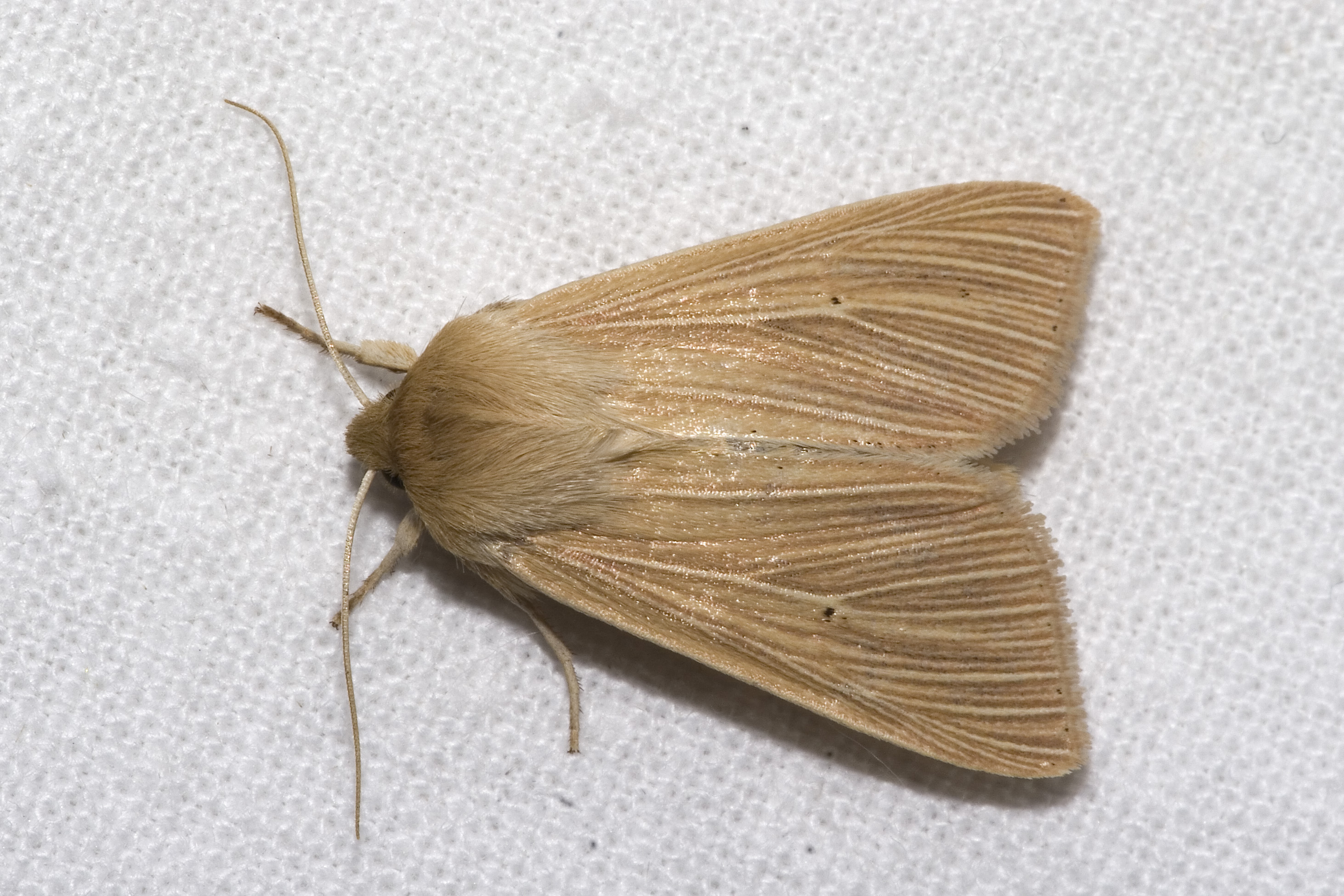
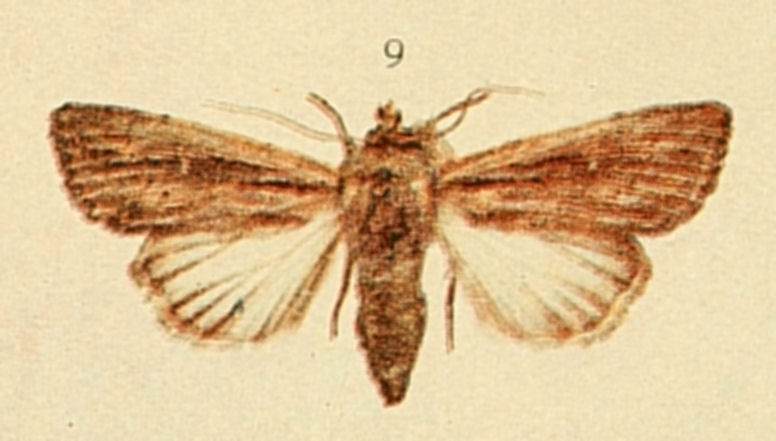
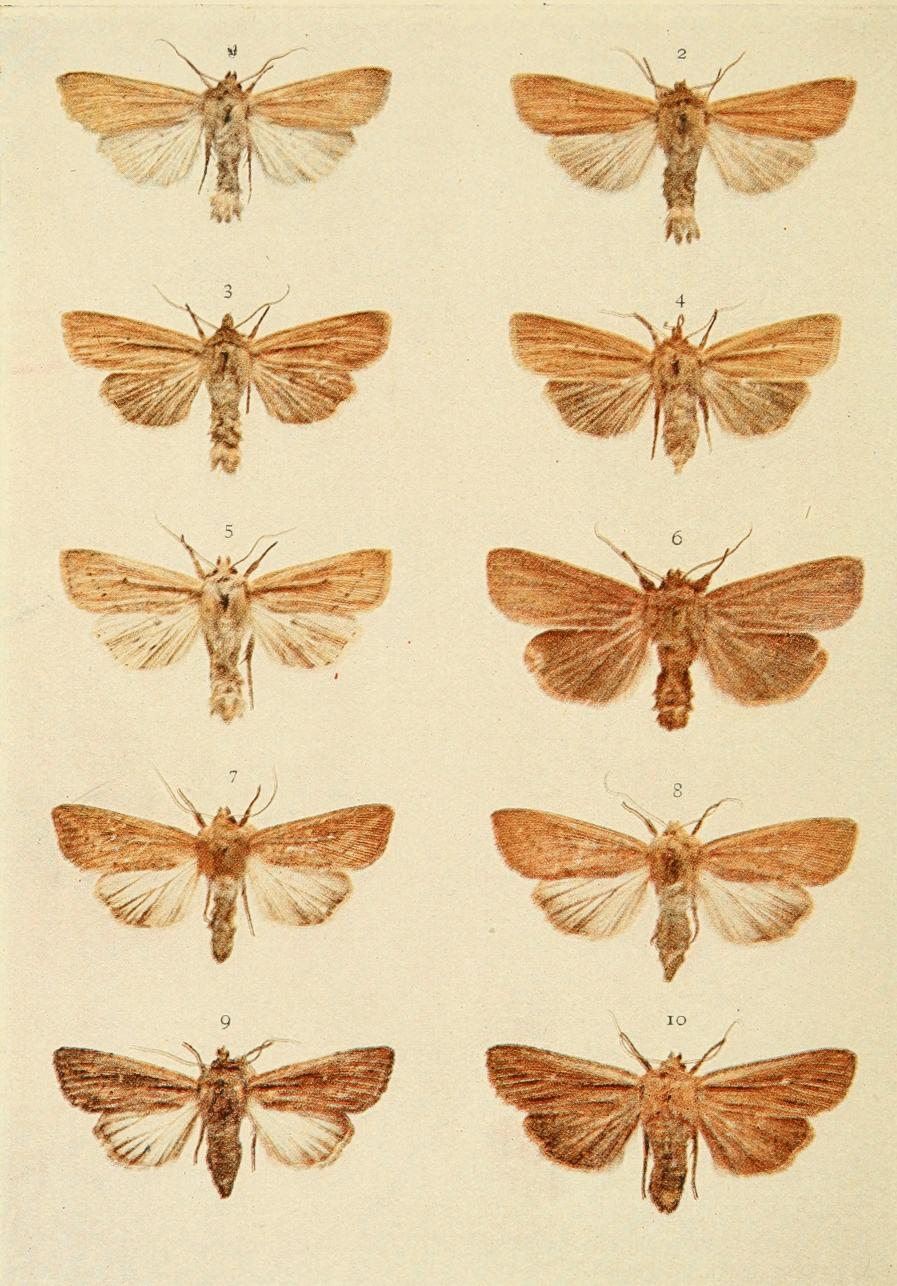
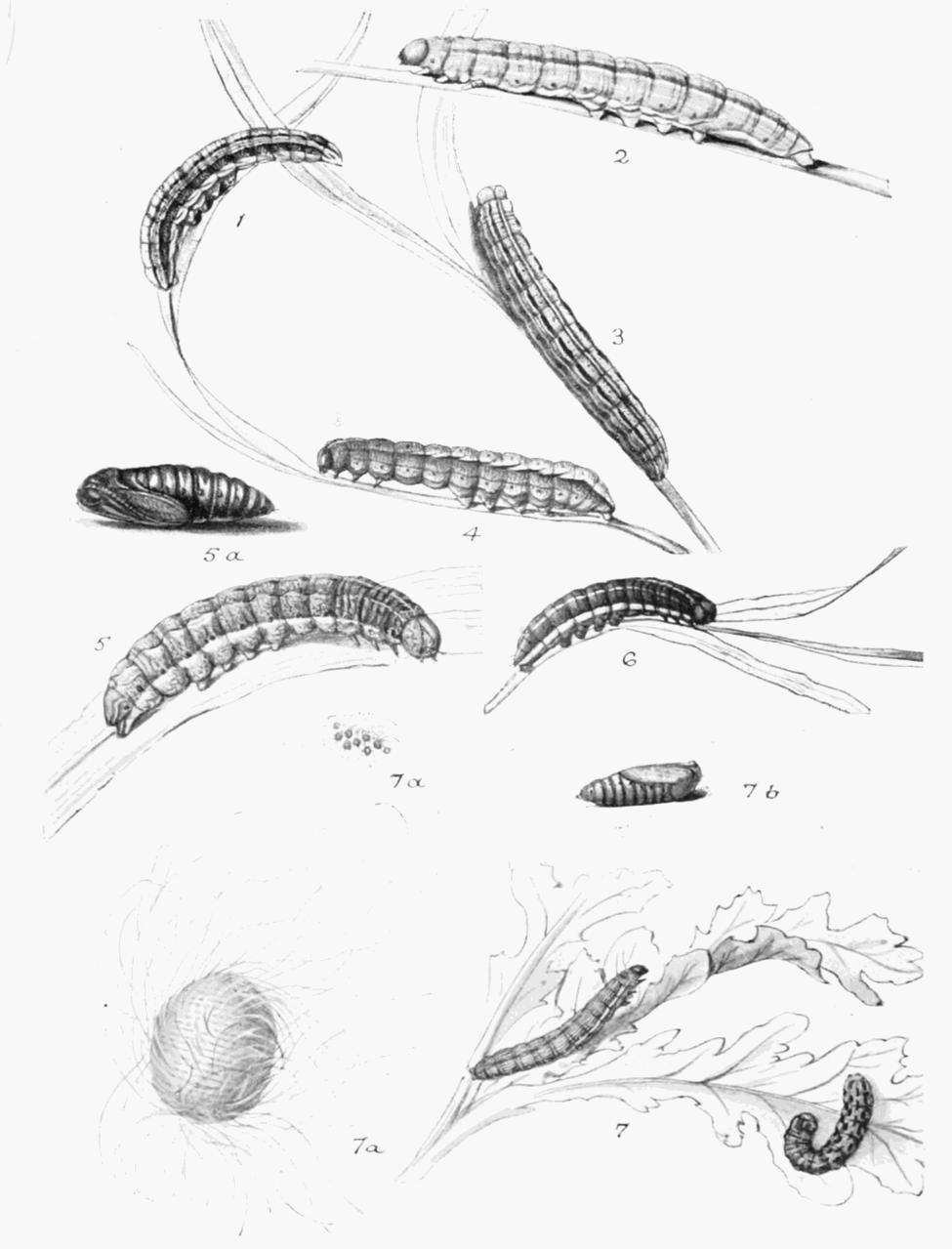